# Guiães
Guiães é uma povoação portuguesa sede da Freguesia de Guiães do Município de Vila Real, freguesia com 8,57 km² de área e 384 habitantes (censo de 2021), tendo, por isso, uma densidade populacional de 44,8 hab./km².
A Freguesia de Guiães inclui no seu território dois lugares: Carpinteira e Guiães (sede).
Situada na ponta sudeste do município, a freguesia de Guiães tem fronteiras com os municípios de Sabrosa, a leste, e Peso da Régua, a sul, e ainda com a freguesia vila-realense de Abaças, a noroeste.
Em 1801 tinha 585 habitantes, e em 1849 tinha 691.

## Demografia
Fontes: 
A população registada nos censos foi:
| Distribuição da População por Grupos Etários | Distribuição da População por Grupos Etários | Distribuição da População por Grupos Etários | Distribuição da População por Grupos Etários | Distribuição da População por Grupos Etários |
| -------------------------------------------- | -------------------------------------------- | -------------------------------------------- | -------------------------------------------- | -------------------------------------------- |
| Ano                                          | 0-14 Anos                                    | 15-24 Anos                                   | 25-64 Anos                                   | > 65 Anos                                    |
| 2001                                         | 100                                          | 99                                           | 281                                          | 105                                          |
| 2011                                         | 52                                           | 62                                           | 257                                          | 107                                          |
| 2021                                         | 32                                           | 27                                           | 203                                          | 122                                          |

## História
Recebeu foral de D. Sancho I em 8 de Abril de 1202. No entanto, a freguesia já existiria antes, pois é referida no foral de Abaças (24 de Abril de 1200), quando se definem os limites do termo daquela terra. As Inquirições de 1258 referem-na como paróquia e as de 1290 utilizam o termo «freyguesia».
Tal como todas as demais terras pertencentes aos Marqueses de Vila Real, Guiães passou em 1641 para a posse da Coroa, quando o Marquês e o seu herdeiro foram executados sob acusação de conjura contra D. João IV. Em 1654, passou a integrar o património da recém-criada Sereníssima Casa do Infantado, situação que se manteve até à extinção desta, aquando das reformas do Liberalismo.
A esta freguesia pertenceu o lugar de Paradela de Guiães (atualmente, freguesia do Município de Sabrosa), tendo este sido desanexado daquela, devido a desavenças entre os moradores, donde resultaram mortos.

## Património Cultural
- Capela de Nossa Senhora do Loreto
- Marco granítico n.º 74
- Marco granítico n.º 75
- Marco granítico n.º 76
- Marco granítico n.º 77
- Marco granítico n.º 78
- Marco granítico n.º 79

## Outro Património
- Capela do Mártir São Sebastião
- Pelourinho
- Santuário de Nosso Senhor dos Aflitos
- Igreja Matriz
- Fonte de Corgo (1832)
- Fonte Centenária da Avenida da Fonte (1914)
- Casas brasonadas

## Personalidades Ilustres
- Visconde de Guiães
- Dona Catarina Máxima Abreu de Castelo Branco nascida em Guiães em 22 de Abril 1829 poetisa do movimento Ultra-romântico com varias obras publicadas : Extracto de um Albúm, Fragmento de Prosa e Verso, Viuvez e Saudade e última Instância.
- Dona Maria Genoveva Figueiredo Feio Rebelo Castelo Branco (1870-1939). natural de Guiães (Vila Real); filha de Sebastião Pereira Rebelo Feio e de Dona Catarina Figueiredo de Abreu Castelo Branco. Republicana, feminista e escritora da seguintes obras:  a sedução da mulher,alma de mulher,antigas aparições de Fátima,Calvário de mulher, Herói do Marne o glorioso marechal Joffre , heróis desconhecidos .

## Associativismo
- Futebol Clube de Guiães
- Rancho Folclórico Sérgio Pires
- Coro De Guiães: Maestro: Sérgio Pires
- Associação de Caçadores de Guiães, Recreativa e Cultural
- Associação Guiães em Movimento :Centro de Apoio Domiciliário

## Marcha de Guiães
Vamos cantar, Guiães, A nossa terra amada. 
Risonha fada enamorada,
Em trono de oiro à descansar!
É pequenina, Mas lá por isso não tem nada.
Tem a medida e o valor.
Do grande amor
Do nosso lar. 
Nas suas ruas, Pobrezinhas, mas contentes, 
Passeiam bandos de crianças,Avezinhas inocentes,
Cantando com graça infinda
A terra linda,Tão linda, tão linda.
CORO: Guiães, Guiães, Ó meu torrão natal,
Não há rival Que seja igual a ti! 
Colina em flor, Jardim que nos sorri!
Guiães, és o meu tesoiro, O berço de oiro,  
Onde eu nasci.
São as casinhas 
Como as contas do meu terço,
Todas juntinhas,
Pois aqui os moradores São como irmãos.
Nas alegrias,Nas tristezas deste berço 
Não há distâncias:Velho e novo, pobre e rico Dão as mãos.
E lá nos campos,
Inda o sol não dá na serra,
Lá anda o povo 
Entre cantigas Sua terra a trabalhar;
Depois o sino da igreja Badaleja,
Silêncio, Rezar.
CORO 
Guiães, Guiães, 
Ó meu torrão natal, 
Não há rival 
Que seja igual a ti! 
Colina em flor, 
Jardim que nos sorri!
Monsenhor Ângelo do Carmo Minhava 1949 

## Festividades e Dias Santos Locais
| Dia                         | Designação da Festa                          | Designação Popular            |
| --------------------------- | -------------------------------------------- | ----------------------------- |
| 20 de janeiro               | Mártir S. Sebastião                          | Festa dos Rapazes Solteiros   |
| 19 de março                 | S. José                                      | Festa dos Zés                 |
| 1.º fim de semana de agosto | Nosso Sr. dos Aflitos e Sta. Maria de Guiães | Festa de Verão                |
| 8 de dezembro               | Nossa Senhora da Conceição                   | Festa das Raparigas Solteiras |

## Equipamentos, Infra-estruturas e Instituições
- Escola Básica (EB1) e Jardim de Infância (JI) - funcionaram até ao ano letivo de 2014-2015 (inclusive)
- Salão Multiusos (antiga Escola Taveira d'Araújo)
- Campo de Futebol do Picoto
- Polidesportivo do FC Guiães
- Vários Alojamentos locais
- Azenha
- Padaria com fabrico próprio
- Café e Mini Mercado

## Política
O cargo de Presidente da Junta de Freguesia é atualmente ocupado por Paulo Correia, eleito nas eleições autárquicas de 2021 pelo Partido Socialista.
| Órgão                   | PS  | UNIDOS POR GUIÃES UPG | Em Branco | Nulos |
| Assembleia de Freguesia | 186 | 182                   | 2         | 13    |